# Sergei Wiktorowitsch Parschiwljuk
Sergei Wiktorowitsch Parschiwljuk (russisch Сергей Викторович Паршивлюк; * 18. März 1989 in Moskau) ist ein russischer Fußballspieler, der im Kader von FK Dynamo Moskau und der Russischen Fußballnationalmannschaft steht.

## Karriere

### Jugend
Parschiwljuk ist ein Absolvent der Fußballschule von Spartak, wo er mit 7 Jahren sein Training begann. Nach deren Abschluss wurde er in das Reserveteam aufgenommen.

### Erste Mannschaft
Am 21. Juli 2007 debütierte er im Spiel gegen FC Zenit Sankt Petersburg für das erste Team. In der Saison 2008 ging es dann steil nach oben: er eroberte relativ schnell den Stammplatz als rechter Verteidiger, den er bis jetzt innehat. Am 23. September 2010 im Spiel gegen Amkar (Perm) bekam Parschiwljuk nach Auswechslung von Alex die Kapitänsbinde. Im Spiel gegen FC Chelsea am 19. Oktober 2010 führte er die Mannschaft aus der Kabine an. Am 23. Oktober 2010 verletzte er sich schwer an den Kniebändern und schied somit bis zum Ende des Jahres aus. Die notwendige OP wurde in Deutschland ausgeführt.

### Nationalmannschaft
Parschiwljuk absolvierte 10 Spiele für die U-21 Mannschaft Russlands. Am 1. September 2010 berief der russische Nationaltrainer Dick Advocaat ihn in die erste Mannschaft. Er wurde jedoch in den Spielen gegen Irland und Mazedonien nicht eingesetzt. Erst im Freundschaftsspiel gegen Aserbaidschan am 3. September 2014 kam er unter Fabio Capello zu seinem ersten Einsatz. Im EM-Qualifikationsspiel gegen Österreich am 15. November 2014 kam er letztmals zum Zuge.